# Federazione cestistica dell'Irlanda
Basketball Ireland (in irlandese Cispheil Éireann è l'organismo di governo della pallacanestro nell'isola d'Irlanda.
La sua giurisdizione ricade quindi sia sulla Repubblica d'Irlanda che sull'Irlanda del Nord.
La federazione controlla inoltre le Nazionali maschile e femminile. Ha sede a Dublino ed il presidente è Tony Colgaw.
È affiliata alla FIBA dal 1947 e organizza il campionato di pallacanestro irlandese.